# Alashansaurus
Alashansaurus là một chi khủng long, được Chure mô tả khoa học năm 2001.